# Prostyje dwischenija
Prostyje dwischenija (russisch Простые движения; deutsch „Einfache Bewegungen“) ist ein Lied des russischen Pop-Duos t.A.T.u. aus dem Jahre 2002. Das Lied erschien eineinhalb Jahre später als Teil des Remixalbums t.A.T.u. Remixes erstmals auf CD. Es erlangte vor allem große Aufmerksamkeit durch das Musikvideo.

## Liedaufbau
Das Lied beginnt mit zwei ruhigen Textpassagen, gesungen von Jelena Katina. Danach beginnt der von beiden Sängerinnen getragene Refrain, der aus den Worten „Prostyje dwischenja; Ja prodolschaiu“ (deutsch „Einfache Bewegungen; Ich setze fort“) besteht. Es folgen erneut zwei ruhig gesungene Textpassagen Katinas, danach folgt erneut der Refrain, der dann jedoch lautet: „Prostyje dwischenja; Schit, prodolschaja“ (deutsch „Einfache Bewegungen; leben, fortgesetzt“), und zum Schluss nur noch „Prostyje dwischenja“, bis das Lied endet. Der Liedtext ist verglichen mit anderen Stücken des Duos einfach gehalten. Der Refrain ist untermalt durch einen hämmernden, schnellen Beat.

## Musikvideo
Das Musikvideo zu Prostyje dwischenija zeigt Julija Wolkowa masturbierend in einer Badewanne sitzend. Wolkowa ist lediglich von den Schultern ab aufwärts sichtbar, außerdem ist ein leises Stöhnen zu vernehmen. Die Szene wird beständig unterbrochen von der Einspielung alter Schwarz-Weiß-Aufnahmen aus der Sowjet-Ära, die beispielsweise tanzende Menschen und spielende Kinder darstellen. In der Mitte des Videos wird die Musik kurz unterbrochen, danach treten die Aufnahmen Wolkowas und Katinas in den Hintergrund. Gezeigt werden nun unter Beimischung von Farbaufnahmen diverse, nicht näher in Zusammenhang stehende Videoschnipsel, etwa aus sowjetischen Wochenschau- und Propagandafilmen (Athleten an einem Küstenstreifen, Arbeiter mit Schaufeln) oder US-amerikanischen Trickfilmen. 
Das Video entstand im April 2002 in Moskau. Die Masturbationsszenen wurden mit Wolkowa in einem Moskauer Hotel aufgenommen und sollen laut Aussage des Videoregisseurs Iwan Schapowalow hauptsächlich die Mimik einer masturbierenden Person festhalten, die er als sehr aussagekräftig und bedeutend beschrieb. Hauptintention des Videos ist es darzustellen, dass Masturbation und Sexualität eine genauso alltägliche Selbstverständlichkeit sei wie zum Beispiel das Öffnen einer Bierflasche, eine „einfache Bewegung“.

## Veröffentlichung
Das Musikvideo wurde am 30. Mai 2002 erstmals im Moskauer Club „Marika“ der Öffentlichkeit präsentiert. Unter den Zuschauern befanden sich neben den Eltern der beiden Sängerinnen auch Duma-Abgeordnete und Journalisten. Wiktor Iwanowitsch Tscherepkow, Mitglied des Ausschusses für Sicherheit der Staatsduma, hatte zuvor vorgeschlagen, das Video allen Parlamentsabgeordneten zu zeigen. 
Die Stimmen zum Video fielen unter den Zuschauern überwiegend positiv aus. Jelena Grigorjewna Drapeko, stellvertretende Vorsitzende des Ausschusses für Kultur der kommunistischen KPRF, nannte das Video einen „Lichtstrahl der glücklichen Liebe“ und äußerte ihren Wunsch nach mehr solcher Videos. Alexei Walentinowitsch Mitrofanow von der liberalen LDPR, der später auch ein Buch über t.A.T.u. schrieb, wandte sich unter dem Eindruck des Videos gegen den Gesetzesentwurf seiner Partei, die ein Verbot lesbischer Liebe anstrebt. Wiktor Tscherepkow interpretierte das Video als Botschaft gegen Ausgrenzung, er lobte die „gute Darstellung des Gemütszustandes junger Menschen“ und bezeichnete es als „wunderschön“.
Abgeordnete der Moskauer Staatsduma forderten später eine Prüfung der „schwierigsten Szenen“, in denen Wolkowa „sexuelle Handlungen simuliert“. Am Ende dieser Prüfung hätte eine Zensur des Clips oder eine Indizierung und ein Sendeverbot stehen können. Die Untersuchungen wurden aber ohne Ergebnis beendet.
Die meistgelesene russische Wochenzeitung Argumenty i Fakty titelte über einen Artikel zum Video: „Wer lässt diesen Dreck ins Fernsehen?“, und fragte: „Heute masturbiert die 17-jährige t.A.T.u.-Sängerin im Fernsehen. Was kommt als nächstes?“

## Erfolg
Prostyje dwischenija war t.A.T.u.s erste Neuveröffentlichung seit September 2001, da im Januar 2002 mit den Aufnahmen des englischsprachigen Albums 200 km/h in the Wrong Lane begonnen worden war. Obwohl Katina und Wolkowa durch die Arbeiten am Album ein halbes Jahr lang in der Öffentlichkeit und im Fernsehen kaum präsent waren, schafften sie es an ihre vorherigen Erfolge anzuknüpfen. Das Lied erreichte Platz zwei der russischen MTV-Videocharts. Mit Prostyje dwischenija gelang dem Duo in Russland der vierte Top-10-Hit in Folge und durch das kontroverse Musikvideo darüber hinaus ein neuer Skandal. Später wurden Lied und Musikvideo auch von ausländischen Medien aufgegriffen, wie etwa vom deutschen Fernsehformat Spiegel TV Magazin im Mai 2003. Prostyje dwischenija wurde auf dem westlichen Musikmarkt jedoch nie als eigenständige Single veröffentlicht und erreichte daher außerhalb Osteuropas und Russlands deutlich weniger Beachtung. Das Lied war Bestandteil der in Japan abgehaltenen Show Me Love Tour. Es wurde während des Konzerts vom Duo vorgetragen und zum Schluss noch einmal in einer Remixversion gespielt. Zeitgleich wurden über Videoleinwände Ausschnitte aus dem Musikvideo gezeigt. Ebenfalls gesungen wurde es während des zweiten Teils der 200 Po Wstretschnoi Tour.
Russische Musiksender wie MTV Russland und MUS-TW spielten das Musikvideo häufig. Im Juni 2003 wurde Prostyje dwischenija bei den MUS-TW-Awards schließlich als „Bestes Musikvideo des Jahres 2002“ geehrt.

## Kritische Rezeption
Der Musikkritiker Juri Jarozki äußerte sich über das Lied in seiner wöchentlichen Kritik für die Tageszeitung Kommersant wie folgt:

„Der Produzent von t.A.T.u., Iwan Schapowalow, und sein Team arrangierten für die Mädchen einen weiteren provokativen Thriller.“

Die russische Musikkritikerin Rita Skiter von InterMedia nannte das Lied 2003 gemeinsam mit Ne wer, ne boisja „den letzten großen Hit des Duos“. Diese Aussage wurde vor dem Hintergrund getätigt, dass sich das Duo zum Zeitpunkt der Kritik-Veröffentlichung von Manager Schapowalow getrennt hatte und Skiter nicht mehr mit einem erfolgreichen Fortbestand t.A.T.u.s rechnete.

## „A Simple Motion“
Eine englischsprachige Version des Liedes wurde im Frühjahr 2002 im Zuge der Produktion von 200 km/h in the Wrong Lane unter dem Titel A Simple Motion in den Village Studios in Los Angeles aufgenommen. Anders als beim schnellen Dance-Pop-Track Prostyje dwischenija handelt es sich dabei jedoch um eine Ballade, und auch der Liedtext unterscheidet sich von der russischen Entsprechung. Produzent Trevor Horn überredete die beiden anderen Produzenten Iwan Schapowalow und Martin Kierszenbaum dazu, statt A Simple Motion die t.A.T.u.-Coverversion von How Soon Is Now? in die Tracklist aufzunehmen. Auf der am 12. November 2012 anlässlich des zehnjährigen Album-Jubiläums erschienenen Neuveröffentlichung von 200 km/h in the Wrong Lane ist das Lied schließlich enthalten. Zuvor hatte t.A.T.u.-Sängerin Julija Wolkowa das Lied bereits im Zuge ihrer Solokarriere bei diversen Liveauftritten vorgetragen.